# Die zwei Gesichter einer Frau
Die zwei Gesichter einer Frau (Originaltitel: Fantasma d’amore) ist ein Filmdrama von Dino Risi aus dem Jahr 1981. Der Film basiert auf einer Romanhandlung von Mino Milani.

## Handlung
Der Rechtsanwalt Nino Monti führt zusammen mit seiner Frau Teresa im norditalienischen Pavia ein geregeltes bürgerliches Leben, das sich an einem Tag plötzlich ändert, als er seine Jugendliebe Anna im Bus wieder trifft. Anna wirkt stark gealtert und krank. Nino hilft ihr mit 100 Lire aus, damit sie den Bus bezahlen kann.
Fortan sind die Gedanken Ninos von Anna bestimmt. Er beginnt Nachforschungen anzustellen und seine Freunde teilen ihm mit, dass Anna bereits vor drei Jahren an Krebs verstorben ist. Nino glaubt dies nicht und beginnt, mit Anna zu telefonieren und sich zu verabreden. Sie sieht strahlend gut aus wie früher und hat äußerlich wenig Ähnlichkeit mit der älteren und kranken Anna aus dem Bus. Bei einem gemeinsamen Bootsausflug stürzt Anna ins Wasser und ertrinkt. Nino verständigt daraufhin die Polizei, die beginnt die Leiche im Fluss zu suchen. Durch die Vorkommnisse erfährt auch Ninos Frau von Anna und verlässt die gemeinsame Wohnung. Als sich Nino bei Annas Ehemann Conte Zighi dafür entschuldigen will, dass er sich mit Anna getroffen hat, und sie gestorben ist, kann jener Nino nicht folgen und teilt ihm unsanft mit, dass Anna bereits vor drei Jahren verstorben sei. Auch die Haushälterin des Contes bestätigt die Aussage. Nino beginnt, an seinem Verstand zu zweifeln. Er fährt erneut zur Polizei und erklärt, es habe sich bei der Frau, mit der er sich getroffen hat, nicht um Anna, sondern um eine Prostituierte gehandelt. Als eine Leiche im Fluss gefunden wird, ist es jedoch die eines Mannes, der früher ebenfalls ein Geliebter Annas war.
In der Schlussszene sitzt Nino im Garten eines Pflegeheims, wo eine hübsche Krankenschwester kommt, um Nino ins Haus zu bringen. Als wir ihr Gesicht sehen, ist es die junge Anna.

## Hintergrund
Die Dreharbeiten zum Film begannen 1980 in Pavia. Laut Romy Schneiders damaligem Lebensgefährten Daniel Biasini mussten die Dreharbeiten um drei Tage nach hinten verschoben werden, da Schneider aufgrund ihres Alkoholkonsums und Medikamentenmissbrauchs zusammengebrochen war. Romy Schneiders Stimme im Film ist diejenige von Vittoria Febbi (im Nachspann als Vittoria Febi aufgeführt).
Die zwei Gesichter einer Frau feierte am 3. April 1981 Filmpremiere in Italien. In Deutschland wurde der Film am 21. Mai 1982 zum ersten Mal ausgestrahlt – acht Tage vor Schneiders Tod.

## Kritik
„Ein Film über das Bewahren des Vergänglichen, vor allem der Liebe; sensibel, in schönen Bildern inszeniert und gut gespielt, löst er seinen künstlerischen Anspruch jedoch nur in Ansätzen ein.“

„Der italienische Regisseur Dino Risi konnte für seinen mystischen Psycho-Thriller Romy Schneider für die Hauptrolle gewinnen. Sein Film ist ein rätselhaftes Spiel um Liebe, Tod und Vergänglichkeit, das viele Kritiker seinerzeit als ‚aufgesetzt‘ bemängelten. Sieht man mal von diesem Schwachpunkt ab, überzeugt ‚Die zwei Gesichter einer Frau‘ mit ästhetischer Bildsprache und gefühlvoll eingesetzter Musik.“